# Windows Phone
Windows Phone (съкратено WP) е операционна система за мобилни устройства (смартфони), разработена от Microsoft, наследяваща платформата Windows Mobile. Новите версии Windows Phone 7 и 8, за разлика от своя предшественик Windows Mobile 6.5, са по-скоро насочени към обикновените потребители, а не към корпоративните клиенти, и съответно акцентът във функционалността на новите устройства е към мултимедийната функционалност. Windows Phone 7 e пуснат на пазара през 2010 г. и е характерен с нов интерфейс. Windows Phone 8 излиза през октомври 2012 г. и е последван от Windows Phone 8.1, който е предварително пуснат за разработчици на 10 февруари 2014 г.
През 2015 г. Microsoft обявява, че новата версия на Windows Phone ще се казва Windows 10 Mobile. Към днешна дата разработката и продажбата на телефони с операционната система са проустановени.

## Въвеждане
Windows Phone предлага изцяло нова визия и функционалност, в крак с модерния начин на живот и постоянната свързаност към Интернет, която е добре комбинирана с мощен хардуер, осигуряващ оптимален комфорт при ползване с разнообразна мултимедия. С новото поколение мобилни устройства с Windows Phone вие получавате бърз и лесен достъп до Интернет и социални мрежи, възпроизвеждане на музика и видео с високо качество, запечатване на важни моменти на снимки и видео, пълноценна офис функционалност – календар, електронна поща, комуникация, работа с документи, а не на последно място и възможност за забавление с иновативни и забавни игри.
Мултимедийните устройства с новата мобилна операционна система на Microsoft имат за цел да предложат реална алтернатива на набралите огромна популярност Apple iPhone и Google Android-базирани решения. Windows Phone, за разлика от предходните бизнес ориентирани мобилни операционни системи на Microsoft предлага генерално различен подход, функционалност и комфорт на ползване. Разбира се от Microsoft ще продължат да разработват и поддържат паралелно с Windows Phone и своята Windows Mobile, както дотогава беше известна предишната операционна система, като нейната насоченост си остава основно към бизнес потребителите.

## История
Разработката на новата ОС започва още през 2004 г., но проектът е прекратен впоследствие и чак през 2008 година работата по него е възстановена с нови сили, като първоначалните планове са за официален анонс през 2009 г. Реалният анонс на Windows Phone се случи по време на Mobile World Congress 2010 в Барселона на 15 февруари 2010 г., но първите смартфони влизат в продажба през октомври същата година. Windows Phone 8 излиза в края на 2012 г., а последвалият ъпдейт 8.1 – юни 2014 г. През 2015 г. Microsoft анонсират ребрандиране на операционната система, сливайки я с Windows. Новата версия Windows 10 Mobile излиза по-късно през годината. На 2 август 2016 г. излиза първият голям ъпдейт за мобилната версия на Windows 10, известен още като Юбилейният ъпдейт.

## Характеристики

### Имейл
Windows Phone поддържа Outlook, Exchange, Yahoo! Mail и Gmail в производствен модел и поддържа други услуги като POP и IMAP протоколи. Контакти и календари могат да бъдат синхронизирани с тези услуги. Потребителите могат да търсят из своя имейл по тема, съдържание на мейла, подател и получател.

#### Медия
Windows Phone поддържа WAV, MP3, WMA, AMR, AAC/MP4/M4A/M4B и 3GP и 3G2 стандарти. Видео – WMV, AVI, MP4/M4V, 3GP и 3G2 и MOV (QuickTime) стандарти  Тези поддържани аудио и видео формати са зависими от кодеците, съдържащи се в тях, като DivX и Xvid кодеци в AVI файл формата са също възможни за пускане на WP устройства. За изображения – JPG/JPEG, PNG, GIF, TIF и Bitmap (BMP).
Потребителите също така могат да ползват рингтонове по избор, които трябва да са по-малки от 1MB и кратки (по-кратки от 40 секунди).

### Store
От Windows Store (още познат като Windows Phone Store) може да се теглят игри и приложения съвместими с дадена версията на Windows Phone. Някои приложения не са достъпни в някои държави.

### Office
Windows Phone има вградена мобилна версия на Microsoft Office, включваща Word, Excell, Powerpoint, Outlook Mail & Calendar и OneNote. Чрез нея могат да се преглеждат и редактират файлове.

### Cortana
Cortana е гласов асистент за Windows 10 Mobile и Windows Phone 8.1, който замества стандартното гласово търсене познато още от Windows Phone 7. Cortana изисква интернет достъп за работа и винаги може да бъде изключена от настройките. За сега е достъпна само в САЩ, Великобритания, Италия, Испания, Германия и Индия.

### Continuum
Windows 10 Mobile поддържа функцията Continuum – промяна на интерфейса според промяната на големината на екрана.

### Windows Hello
Windows 10 Mobile позволява на потребителите да отключват своя телефон чрез сканиране на лицето, ириса, или пръстов отпечатък.

## Версии
- Microsoft Lumia 535, смартфон с Windows Phone 8.1.Windows Phone 7
- Windows Phone 7.5 Mango
- Windows Phone 7.5 Tango
- Windows Phone 7.8
- Windows Phone 8 (GDR 1, GDR 2, GDR3)
- Windows Phone 8.1 (Update 1, Update 2)
- Windows 10 Mobile (Threshold 1, Threshold 2, Redstone 1, Redstone 2)

## Изисквания
| Версия   | Windows Phone 7.8 | Windows Phone 8 | Windows 10 Mobile |
| -------- | --- | --- | --- |
| Процесор | 1Ghz или по-бърз | двуядрен процесор | четириядрен процесор |
| RAM      | 256MB RAM | 512MB RAM | 1GB RAM |
| Памет    | 4GB | 4GB | 8GB |
| SD карта | не | да | да |
| Камера   | VGA | VGA | VGA |
| Сензори  | Акселерометър с цифров компас, сензор за силата на осветеността, сензор за близост, жироскоп. | Акселерометър с цифров компас, сензор за силата на осветеността, сензор за близост, жироскоп. | Акселерометър с цифров компас, сензор за силата на осветеността, сензор за близост, жироскоп. |
| Други    | GPS, 3,5 mm аудио жак, micro-USB 2.0 порт, Wi-Fi, Bluetooth, хардуерни бутони, дисплей с резолюция WVGA (800 x 480), qHD (960x540), HD (1280 x 720), WXGA (1280 x 768), FHD (1920 x 1080), QHD (2560x1440) и други. | GPS, 3,5 mm аудио жак, micro-USB 2.0 порт, Wi-Fi, Bluetooth, хардуерни бутони, дисплей с резолюция WVGA (800 x 480), qHD (960x540), HD (1280 x 720), WXGA (1280 x 768), FHD (1920 x 1080), QHD (2560x1440) и други. | GPS, 3,5 mm аудио жак, micro-USB 2.0 порт, Wi-Fi, Bluetooth, хардуерни бутони, дисплей с резолюция WVGA (800 x 480), qHD (960x540), HD (1280 x 720), WXGA (1280 x 768), FHD (1920 x 1080), QHD (2560x1440) и други. |

## Модели
Сред първите компании с вече налични на пазара продукти на базата на новата Windows Phone ОС са популярни имена като HTC, LG, Samsung, Dell, Fujitsu, Toshiba, Acer, Nokia, ZTE, като най-активни сред тях са Nokia и HTC с най-много и различни модели. Моделите с новата операционна система на Microsoft са:

### Windows Phone 7.X
HTC HD7, HTC 7 Pro, HTC 7 Mozart, HTC 7 Trophy, HTC Surround, HTC Radar, HTC Titan, HTC Titan II, Samsung Omnia 7, Samsung Omnia W, Samsung Focus, Dell Venue Pro, Acer Allegro, LG Optimus 7, LG Quantum (Optimus 7Q), Nokia Lumia 510, Nokia Lumia 610, Nokia Lumia 710, Nokia Lumia 800, Nokia Lumia 900.

### Windows Phone 8
Nokia Lumia 520(521), Nokia Lumia 620, Nokia Lumia 625, Nokia Lumia 720, Nokia Lumia 820, Nokia Lumia 920, Nokia Lumia 925(928), Nokia Lumia 930, Nokia Lumia 1020, Nokia Lumia 1320, Nokia Lumia 1520, HTC 8X, HTC 8S, Samsung Ativ S и Huawei Ascend W1.

### Windows Phone 8.1
Устройства с ОС Windows Phone 8.1 произвеждат компаниите Nokia, Microsoft (под бранда Lumia), а също Samsung, XoloPhone, HTC, Huawei, Micromax, Fly, Prestigio и много други. Модели: Microsoft Lumia 532, Microsoft Lumia 540, Microsoft Lumia 640, Nokia Lumia 730, Nokia Lumia 830.

### Windows 10 Mobile
Основна статия: Windows 10 Mobile
Microsoft Lumia 550, Microsoft Lumia 950, Microsoft Lumia 950 XL, Acer Liquid M320, Acer Liquid M330, Acer Jade Primo, Nuans Neo, Vaio Phone Biz, Micosoft Lumia 650, HP Elite x3.

## Пазарен дял
HTC прави първоначално повечето от продажбите на Windows Phone с 44% от пазара към януари 2012 г. Но Nokia започва да напредва от своето изоставане, надминавайки Samsung през февруари 2012 г. и HTC месец по-късно с общ дял от 50% през май същата година, заради популярността на Lumia сериите. С пускането на Lumia устройствата с Windows Phone 8, Nokia достига 78% от Windows Phone инсталирани устройства през февруари 2013 г. Междувременно дяла на HTC пада до 13% .
Към 30 октомври 2013 г. Nokia има доминиращ дял на Windows Phone пазара в световен мащаб от 89,2% според AdDuplex, HTC е със 7,7% дял.